# 体育学部
体育学部（たいいくがくぶ）は、日本の大学に置かれる学部の一つであり、体育学を教育研究することを目的としている。

## 概要
健康増進や運動機能向上などのため、体育・スポーツに関することを学ぶ。主に以下の3つの視点から教育研究が行われる。
- 体育・スポーツに関する教育
- 体育・スポーツと健康、および体育・スポーツにおける怪我や故障の予防
- 体育・スポーツのおけるパフォーマンスを向上させる為のトレーニング

教職課程を選択することで「保健体育」の教職免許を取得することができる。「保健」の免許が取得できる場合もある。
また、講義内容の一環として実技の名目で講義時間中も運動部の練習をする機会に恵まれるため、非体育系の学部に在籍する学生よりも学生スポーツの成績が良くなる傾向にある。
卒業後の進路は、スポーツメーカーやスポーツ用品商社といったスポーツ関連の一般企業への就職など。

## 一覧

### 体育学部を持つ大学

#### 国公立
- 鹿屋体育大学体育学部

#### 私立
- 仙台大学体育学部
- 国際武道大学体育学部
- 国士舘大学体育学部
- 東海大学体育学部
- 東京女子体育大学体育学部
- 日本女子体育大学体育学部
- 日本体育大学体育学部
- 天理大学体育学部
- 大阪体育大学体育学部
- 環太平洋大学体育学部

### 体育学部から改組した学部を持つ大学

#### 国公立
- 東京教育大学体育学部→筑波大学体育専門学群

#### 私立
- 順天堂大学体育学部→スポーツ健康科学部（1993年）
- 福岡大学体育学部→スポーツ科学部（1998年）
- 中京大学体育学部→スポーツ科学部（2011年）
- 至学館大学体育学部→健康科学部体育科学科（2022年）

### 体育学科・体育学科に類似する学科等を持つ大学

#### 国公立
- 北海道教育大学
  - 旭川校 教員養成課程 芸術・保健体育教育専攻 保健体育分野
  - 釧路校 教員養成課程 学校カリキュラム開発専攻 科学・生活・健康教育 家庭・体育グループ
  - 岩見沢校 スポーツ教育課程 スポーツ教育コース
    - スポーツ・コーチング専攻
    - 健康・スポーツ科学専攻
- 弘前大学 教育学部 学校教育教員養成課程 中学校教育専攻 保健体育選修
- 宮城教育大学 教育学部
  - 初等教育教員養成課程 芸術・体育系 体育・健康コース
  - 中等教育教員養成課程 保健体育専攻
- 上越教育大学 学校教育学部 教科・領域教育専修 生活・健康系コース
- 愛知教育大学 教育学部
  - 初等教育教員養成課程 保健体育選修
  - 中等教育教員養成課程 保健体育専攻
- 京都教育大学 教育学部 学校教育教員養成課程 体育領域専攻
- 奈良教育大学 教育学部 学校教育教員養成課程 教科教育専攻 保健体育専修
  - 初等教育履修分野
  - 中等教育履修分野
- 大阪教育大学 教育学部 学校教育教員養成課程 保健体育教育専攻
- 兵庫教育大学 学校教育学部 教科・領域教育専修 生活・健康系コース 保健体育分野
- 鳴門教育大学 学校教育学部
  - 小学校教育専修 体育科教育コース
  - 中学校教育専修 保健体育科教育コース
- 福岡教育大学 教育学部
  - 学校教育系
    - 初等教育教員養成課程 保健体育選修
    - 中等教育教員養成課程 保健体育専攻

  - 生涯学習系
    - スポーツ科学コース

#### 私立
- 早稲田大学 スポーツ科学部
- 日本大学 文理学部 体育学科